# Natalia Vasko
Natalia Lubomyrivna Vasko (en ucraniano: Наталія Любомирівна Васько; Chervonohrad, RSS de Ucrania, Unión Soviética; 19 de octubre de 1972) es una actriz de cine y teatro ucraniana. De 1999 a 2019, fue la actriz principal del Teatro Nacional Académico Molodyy de Kiev. Recibió el premio Golden Dzyga en la categoría de «mejor actriz de reparto» por la película Gnizdo Gorlytsi. También es miembro de la Academia de Cine de Ucrania.

## Biografía
Vasko nació el 19 de octubre de 1972 en Chervonohrad, RSS de Ucrania, Unión Soviética.
Se graduó de la Universidad Nacional de Teatro, Cine y TV de Kiev en 1994.
Vasko tiene una hija, Julia, que nació en 1997. Vasko se casó con Andriy Shestov, con quien ha tenido una relación amorosa durante ocho años, el 28 de febrero de 2022.

## Filmografía

### Película
| Año  | Título                                 | Papel                | Notas                                            |
| ---- | -------------------------------------- | -------------------- | ------------------------------------------------ |
| 2007 | Vozvrashchaetsya muzh iz komandirovki  |                      |                                                  |
| 2008 | Zhenshchina, ne sklonnaya k avantyuram | Nadezhda             | Telefilme                                        |
| 2008 | Pod znakom Devy                        |                      | Telefilme                                        |
| 2011 | Ballada o bombere                      | Svetlana Parkhomenko |                                                  |
| 2012 | Zvychayna sprava                       |                      |                                                  |
| 2012 | Eto moya sobaka                        | Lyudmila             | Telefilme                                        |
| 2013 | Kredens                                | Olenka               |                                                  |
| 2016 | Gnizdo gorlytsi                        | Galyna               | Premio Golden Dzyga a la mejor actriz de reparto |
| 2018 | I Am Illusion                          |                      | Cortometraje                                     |
| 2019 | 1918: La batalla de Kruty              | Madre                |                                                  |
| 2019 | Hotel Edelveys                         |                      |                                                  |
| 2020 | Viddana                                |                      |                                                  |
| 2020 | Tokola                                 |                      |                                                  |
| 2021 | While We Sleep                         |                      |                                                  |

### Serie de Televisión
| Año     | Título                        | Papel                        | Notas           |
| ------- | ----------------------------- | ---------------------------- | --------------- |
| 2004    | Gadfly                        | Julia Barton                 |                 |
| 2007    | Serdtsu ne prikazhesh         | Valentina                    |                 |
| 2013    | Pozdnee raskayanie            | Olga Iliesku                 | Miniserie       |
| 2014    | Prestuplenie v fokuse         |                              | Miniserie       |
| 2014    | Verni moyu lyubov             | Tatyana Orlova               |                 |
| 2015    | Zhrebiy sudby                 |                              | Miniserie       |
| 2015-16 | Radi lyubvi ya vsyo smogu     | Galina Yuryevna Gorodetskaya |                 |
| 2016    | Podkidyshi                    |                              |                 |
| 2016    | Vedma                         | Kali                         |                 |
| 2017    | Zhenskiy doktor 3             |                              |                 |
| 2017    | Vverkh tormashkami            |                              |                 |
| 2018    | Po zakonam voennogo vremeni 2 | Nina Guseva                  |                 |
| 2019    | Taynaya lyubov                | Buba                         |                 |
| 2019    | Dochki Materi                 | Nataliya Kovalevich          |                 |
| 2019    | Zasada przyjemnosci           | Patóloga Olha                |                 |
| 2020    | Dobrovolets                   | Halya                        | Miniserie       |
| 2020    | Sex, Insta i ZNO              | Madre de Eva                 | Primer episodio |
| 2021    | Dead Lilies                   |                              |                 |

## Premios y nominaciones
| Año  | Premio       | Categoría               | Película        | Resultado |
| ---- | ------------ | ----------------------- | --------------- | --------- |
| 2020 | Golden Dzyga | Mejor actriz de reparto | Gnizdo Gorlytsi | Ganadora  |